# Trochalus quinquedentatus
Trochalus quinquedentatus är en skalbaggsart som beskrevs av Louis Burgeon 1944. Trochalus quinquedentatus ingår i släktet Trochalus och familjen Melolonthidae. Inga underarter finns listade i Catalogue of Life.